# Becquerelia clarkei
Becquerelia clarkei är en halvgräsart som beskrevs av Tetsuo Michael Koyama. Becquerelia clarkei ingår i släktet Becquerelia och familjen halvgräs. Inga underarter finns listade i Catalogue of Life.